# 2325 Chernykh
2325 Chernykh је астероид главног астероидног појаса чија средња удаљеност од Сунца износи 3,146 астрономских јединица (АЈ).
Апсолутна магнитуда астероида је 11,9.